# Signy Aarna
Signy Aarna (* 4. Oktober 1990 in Põlva) ist eine estnische Fußballspielerin.

## Leben und Karriere
Aarna spielt seit 2014 in der finnischen Naisten Liiga für Pallokissat Kuopio, von wo aus sie zur Saison 2018 zum zweimaligen finnischen Meister Åland United wechselte. Von 2008 bis 2013 war sie bereits für den FC Lootos Põlva in der ersten estnischen Frauenfußballliga, der Naiste Meistriliiga, aktiv gewesen. Zum ersten Einsatz für die Estlands Nationalmannschaft kam sie 2009. In den Jahren 2011 und 2015 wurde zu Estlands Fußballerin des Jahres gewählt.

## Einsätze und Tore nach Saison
| Jahr | Verein                                  | Ligaeinsätze (-tore) | Länderspiele (-tore) |
| ---- | --------------------------------------- | -------------------- | -------------------- |
| 2008 | Põlva FC Lootos                         | 17 (48)              |                      |
| 2009 | Põlva FC Lootos                         | 20 (11)              | 10 (4)               |
| 2010 | Põlva FC Lootos                         | 20 (14)              | 9 (7)                |
| 2011 | Põlva FC Lootos                         | 20 (22)              | 8 (3)                |
| 2012 | Põlva FC Lootos Tartu SK 10 Premium*    | 17 (28) 6 (10)*      | 8 (2)                |
| 2013 | Põlva FC Lootos                         | 17 (30)              | 8 (4)                |
| 2014 | Pallokissat Kuopio                      | 22 (13)              | 10 (5)               |
| 2015 | Pallokissat Kuopio                      | 23 (17)              | 9 (3)                |
| 2016 | Pallokissat Kuopio                      | 23 (10)              | ? (?)                |
| 2017 | Pallokissat Kuopio SC Kuopio Futis-98** | 22 (5) 1 (0)**       | ? (?)                |
| 2018 | Åland United                            | 3 (0)***             | ? (?)                |

- für Tartu SK 10 Premium in der 2. Liga als Farmspielerin vom FC Lootos
  - für SC KuFu-98 in der Ykkönen (zweithöchste Spielklasse) als Farmspielerin von den Pallokissat
    - Stand 20. April 2018

## Erfolge und Auszeichnungen
- Estlands Fußballerin des Jahres: 2011, 2015
- Baltic-Cup-Siegerin (Nationalmannschaft): 2009, 2010, 2012, 2013